# Ali Bozer
Ali Hüsrev Bozer (ur. 28 lipca 1925 w Ankarze, zm. 30 września 2020 tamże) – turecki polityk, prawnik, menedżer i nauczyciel akademicki, parlamentarzysta, minister i wicepremier, w 1989 pełniący obowiązki premiera Turcji.

## Życiorys
Jego ojcem był Mustafa Fevzi Bozer, przewodniczący sądu kasacyjnego w latach 1950–1952. W 1947 ukończył studia prawnicze na Uniwersytecie w Ankarze. W 1951 doktoryzował się na Uniwersytecie w Neuchâtel. Od 1952 pracował na Uniwersytecie w Ankarze jako wykładowca i następnie jako profesor. Specjalizował się w prawie handlowym. Pełnił funkcje dyrektora instytutu badań nad bankowością i prawem handlowym oraz wiceprezesa i członka zarządu nadawcy publicznego Türkiye Radyo Televizyon Kurumu. Był sędzią Europejskiego Trybunału Praw Człowieka oraz Stałego Trybunału Arbitrażowego w Hadze. Kierował też powiązaną z Renault firmą motoryzacyjną OYAK.
Był ministrem ceł i monopoli w gabinecie Bülenda Ulusu (1981–1983). Należał do założycieli partii Milliyetçi Demokrasi Partisi, w 1983 uzyskał z jej ramienia mandat posła do Wielkiego Zgromadzenia Narodowego Turcji. Dołączył następnie do Partii Ojczyźnianej, z ramienia której w 1987 z powodzeniem ubiegał się o reelekcję. Wchodził w skład rządów Turguta Özala i Yıldırıma Akbuluta. Był ministrem stanu (1986–1990), wicepremierem (1989–1990) oraz ministrem spraw zagranicznych (1990). Na przełomie października i listopada 1989 pełnił obowiązki premiera po rezygnacji złożonej przez wybranego na urząd prezydenta Turguta Özala.

## Życie prywatne
Był bratem profesora Yüksela Bozera. Był żonaty, miał troje dzieci, w tym syna Ahmeta Bozera, menedżera w Coca-Cola International. Zmarł 30 września 2020 na COVID-19 w okresie światowej pandemii tej choroby.